# Whip Hubley
Whip Hubley (né Grant Shelby Hubley ) est un acteur américain né le 17 mai 1957 à New York, New York (États-Unis).

## Biographie
Whip Hubley est le frère cadet de l'actrice Season Hubley (en) l'ex-femme de Kurt Russell. 

## Filmographie

### Cinéma
- 1985 : St. Elmo's Fire : Raymond Slater
- 1986 : Club Life : Herb
- 1986 : Top Gun : Lt. Rick 'Hollywood' Neven
- 1987 : Russkies : Mischa
- 1991 : Meurtre au Sunset Hotel (Desire and Hell at Sunset Motel) : Chester DeSoto
- 1993 : Coneheads : F-16 Pilot
- 1993 : La Traque infernale (Bounty Tracker) (vidéo) : Ralston
- 1994 : Unveiled : Peter Masters
- 1995 : La Mutante (Species) : John Carey
- 1996 : Ultime Décision (Executive Decision) : Sergeant Baker
- 1996 : Les Nouvelles aventures de la famille Brady (A Very Brady Sequel) : Explorer / Dead Husband
- 1996 : Driven : Jason Schuyler
- 1996 : Daddy's Girl (en) : Mark Springer
- 1997 : Black Scorpion 2: Aftershock : Michael Russo
- 1998 : The Secrets of My Heart : Parker
- 2002 : Chauve-souris, la vengeance carnivore (Fangs) : Dr. John Winslow
- 2004 : Comme Cendrillon (A Cinderella Story) : Hal Montgomery
- 2007 : Homeland : Edward
- 2008 : Brothel : Brian
- 2008 : Seems Like Yesterday

### Télévision
- 1985 : Magnum (Magnum, P.I.) (série télévisée) : Stu
- 1986 : Nord et Sud (North and South, Book II) (télésuite) : Lt. Stephen Kent
- 1986 : Combattante du feu (Firefighter) (TV) : Lance
- 1988 : I'll Be Home for Christmas (TV)
- 1989 : Desperado: The Outlaw Wars (TV) : Charlie Cates
- 1989 : Mannequin sous haute protection (The Cover Girl and the Cop) (TV)
- 1989 : 58 heures d'angoisse (Everybody's Baby: The Rescue of Jessica McClure) (TV) : O'Donnell
- 1989 : Nasty Boys (TV)
- 1989 : Le Voyage magique au pays du roi Arthur (A Connecticut Yankee in King Arthur's Court) (TV)
- 1989 : Corky, un adolescent pas comme les autres (Life Goes On) (série télévisée) : Dr. Oliver Matthews
- 1991 : Wife, Mother, Murderer (TV) : Lieutenant Gary Carroll
- 1992 : Devlin (TV) : Sam Lord
- 1993 : Lake Consequence (TV) : Jim
- 1994 : Babylon 5 (série télévisée) : Raider #1
- 1994 : Dead at 21 (série télévisée) : Agent Winston
- 1994 : L'Échange (Someone Else's Child) (TV) : Danny
- 1996 : Arabesque (Murder, She Wrote) (série télévisée) : Cleve the Musician
- 1995 : Les Nouvelles Aventures de Flipper le dauphin (The New Adventures of Flipper) (série télévisée) : Tom Hampton
- 1997 : Profiler (série télévisée) : Drew Brenneman
- 1998 : Les Chroniques de San Francisco II (More Tales of the City) (feuilleton TV) : Brian Hawkins
- 1998 : Mike Hammer, Private Eye (série télévisée) : Loolie, Julius Llewellyn Sterling
- 2000 : The Practice : Bobby Donnell et Associés (The Practice) (série télévisée) : Craig Hansen
- 2000 : Le Fugitif (The Fugitive) (série télévisée) : Brian Collier
- 2001 : Division d'élite (The Division) (série télévisée) : Scott Berwin
- 2001 : Charmed (série télévisée) : Detective (saison 3 épisode 15)
- 2001 : Chroniques de San Francisco (Further Tales of the City) (feuilleton TV) : Brian Hawkins
- 2001 : Washington Police (The District) (série télévisée) : Agent Harris
- 2002 : MDs (série télévisée) : Fetterhoff
- 2003 : Les Experts : Miami (CSI: Miami) (série télévisée) : Nick Gordon
- 2003 : FBI : Opérations secrètes (The Handler) (série télévisée) : Detective Colman
- 2007 : Murder 101: College Can Be Murder (TV) : Stuart Evans